# Pitkälampi (sjö i Kajanaland)
Pitkälampi är en sjö i Finland. Den ligger i kommunen Kuhmo i landskapet Kajanaland, i den centrala delen av landet, 500 km norr om huvudstaden Helsingfors. Pitkälampi ligger 214 meter över havet. Den är 7,3 meter djup. Arean är 8,3 hektar och strandlinjen är 2,18 kilometer lång. Sjön  ingår i Uleälvens huvudavrinningsområde. 